# أحمد سويداني
أحمد سويداني (1932–1994) عسكري سوري ولد في مدينة نوى الواقعة في محافظة درعا. شغل منصب رئيس أركان الجيش السوري منذ 1966، وحتى أعفاءه من منصبه في فبراير 1968. وقد شهد أثناء عمله اشتراك الجيش السوري في حرب 1967.
كان من أبرز العسكريين البعثيين في الجيش السوري، ومقربًا من صلاح جديد. أصبح رئيسًا لجهاز المخابرات السورية برتبة لواء في فترة الرئيس السوري أمين الحافظ، وقد قاد عملية إلقاء القبض على الجاسوس الإسرائيلي إيلي كوهين عام 1965م.
قام الرئيس نور الدين الأتاسي بترفيعه من رتبة عقيد إلى رتبة لواء وتسلم رئاسة الأركان عام 1966 م بعد انقلاب شباط 1966 م. تم اعفاؤه من رئاسة الاركان عام 1968 م عُين مصطفى طلاس محله في رئاسة الأركان. حاول الهرب بعد ذلك، وألقي القبض عليه في مطار دمشق الدولي عام 1969 بتهمة التدبير لانقلاب. وسُجن في سجن المزة في دمشق لمدة 25 سنة.